# Edificio Copan
El Edificio Copan es uno de los rascacielos más importantes y emblemáticos de la ciudad de São Paulo, Brasil. Se levanta en la Avenida Ipiranga 200, en el distrito de República en el centro de la ciudad y fue inaugurado en 1966. Es uno de los símbolos de la arquitectura moderna brasileña. Diseñado por el arquitecto Oscar Niemeyer con proyecto estructural del ingeniero Joaquim Cardozo, para las celebraciones del Cuarto Centenario de la ciudad de São Paulo. La obra, sin embargo, sólo se inició en 1957, con algunas alteraciones, y fue ejecutada con la ayuda de Carlos Lemos.
El edificio es la mayor estructura de hormigón armado del país, con una altura de 115 metros, 32 plantas y 120.000 metros cuadrados de superficie construida, dividida en seis bloques, con un total de 1,160 pisos de diferentes tamaños, un estimado de cinco mil residentes de diferentes clases sociales y más de setenta establecimientos comerciales. Descrito como de "líneas sinuosas y elegantes", la intención principal de su construcción era ser considerado un gran centro urbano, como el Rockfeller Center, pero, principalmente porque la ciudad de São Paulo, en ese contexto, mostraba un enorme potencial para el mercado inmobiliario y turístico.

## Contexto histórico
El proyecto del edificio se realizó en la década de 1950, una época en la que São Paulo experimentaba expansión y crecimiento. La modernización de las industrias acababa de intensificarse en Brasil y las ciudades seguían en plena transformación física y social. A medida que la industrialización avanzaba más allá de las fronteras de la ciudad, la población se condensaba cada vez más en la zona central de la ciudad, con la consiguiente verticalización de los edificios y el aumento de la especulación inmobiliaria.
São Paulo también se preparaba para ser considerada una gran metrópolis y, como tal, necesitaba elementos que representasen de algún modo su grandeza. El Edificio Copan, con su diseño emblemático y distintivo, cumpliría ese papel simbolizando la arquitectura moderna brasileña y el desarrollo económico de São Paulo..
La arquitectura del edificio pretendía disipar los ángulos rectos de la mayoría de los edificios, apostando por una forma que se elevase sobre el paisaje. Según Oscar Niemeyer, los ángulos rectos no atraían al público, pero las curvas sí.

## Historia

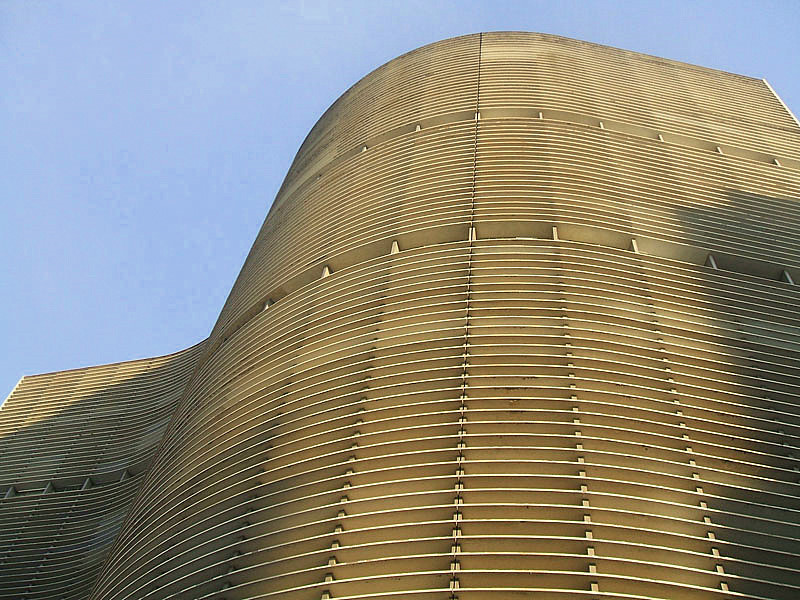
Fachada norte

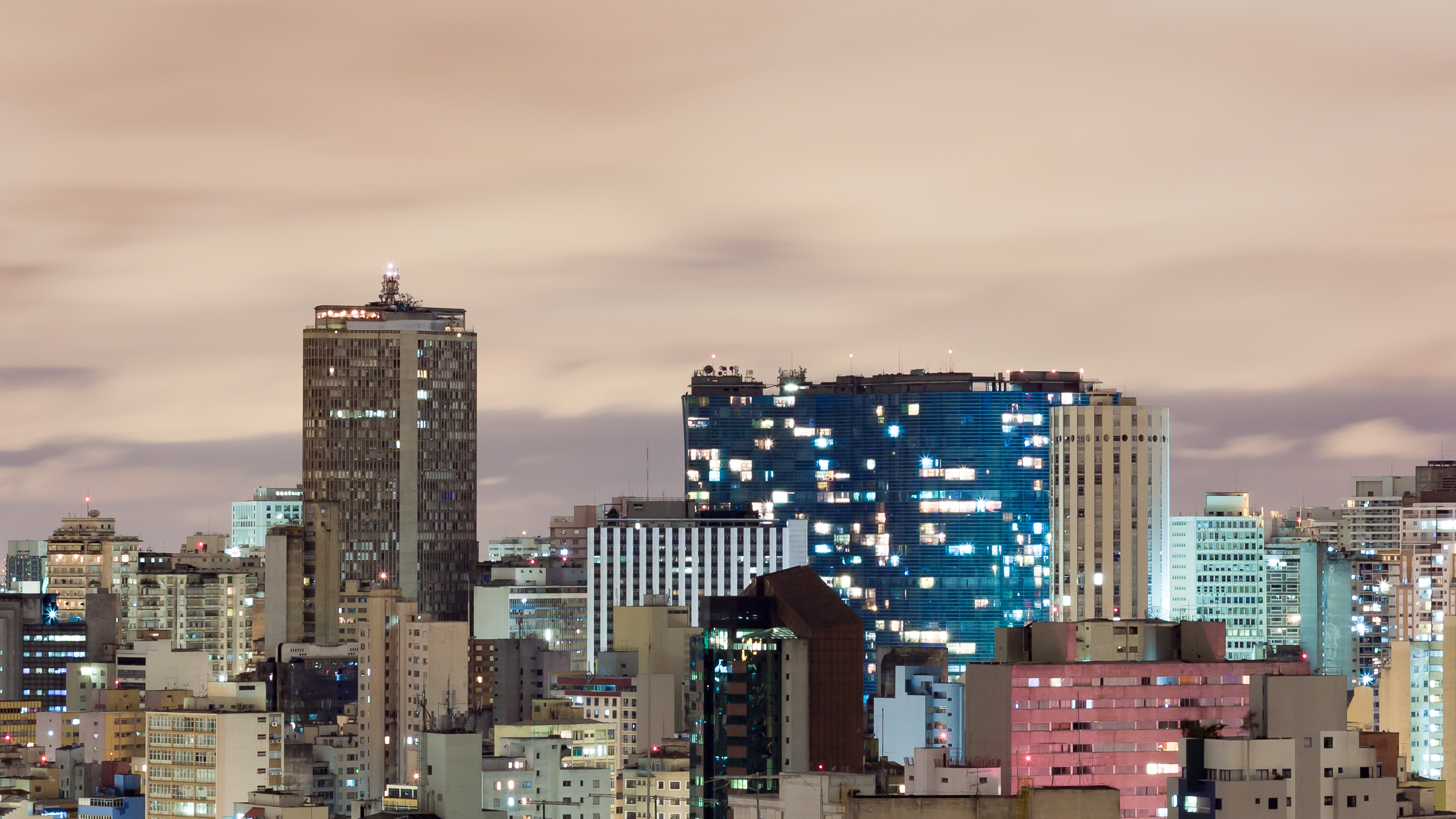
Vista nocturna de los edificios Itália y Copan. Se puede ver una red de seguridad azul en la fachada norte del Copan.

El Copan fue uno de los grandes proyectos para São Paulo presentados por Oscar Niemeyer en 1951, encargado para el Cuarto Centenario de la ciudad (que se celebraría en 1954). La idea se inspiró en el Rockefeller Center de Nueva York, un condominio que combinaba un gran centro comercial y de ocio con residencias.  La campaña publicitaria que lanzó el emprendimiento preveía una "lluvia de dólares para el país", provenientes de los ingresos del turismo, pero en cuestión de meses el gobierno federal liquidó extrajudicialmente el Banco Nacional Imobiliário (BNI), responsable por la transmisión de las inversiones, haciendo que la Pan Am, principal financiadora, perdiera interés.  La obra quedó en suspenso hasta 1957, cuando Bradesco se hizo cargo del proyecto.
Niemeyer recoge la obra en su autobiografía, a pesar de su insatisfacción con Copan, cuya ejecución entregó a Carlos Lemos cuando vio el edificio residencial construido apenas hasta el tercer piso durante los festejos por el cuarto centenario, y también porque ya estaba de camino a Brasilia. El edificio Copan iba a ser la imagen de la "São Paulo moderna" durante las décadas de 1950, 1960 y 1970. Sin embargo, el arquitecto se desinteresó de la obra cuando sus ideas iniciales no terminaron de materializarse y acabó delegando en un tercero el desarrollo del proyecto de ejecución.
El proyecto elegido fue el encargado por la Companhia Pan-Americana de Hotéis e Turismo, creado con motivo del Cuarto Centenario de la ciudad de São Paulo - de ahí el acrónimo del nombre del edificio: "COPAN". El proyecto preveía un hotel vecino aún más grande, una losa que conectase ambos edificios y soportase un restaurante, además de piscina, galería comercial, jardines colgantes y garajes subterráneos. Las obras se vieron frustradas por la quiebra de BNI, y la finalización del edificio residencial tardó quince años. El edificio mucho más pequeño que habría albergado el hotel es ahora la sede de una sucursal de Bradesco, que absorbió a BNI. Casi todo fue construido a excepción del hotel y el teatro. Aunque el edificio está completamente fuera de su concepción original, y sólo la forma exterior puede atribuirse a Niemeyer, sigue siendo un hito de suma importancia para la lectura de la ciudad, persistiendo como uno de los símbolos de la modernidad urbana en el Nuevo Centro.

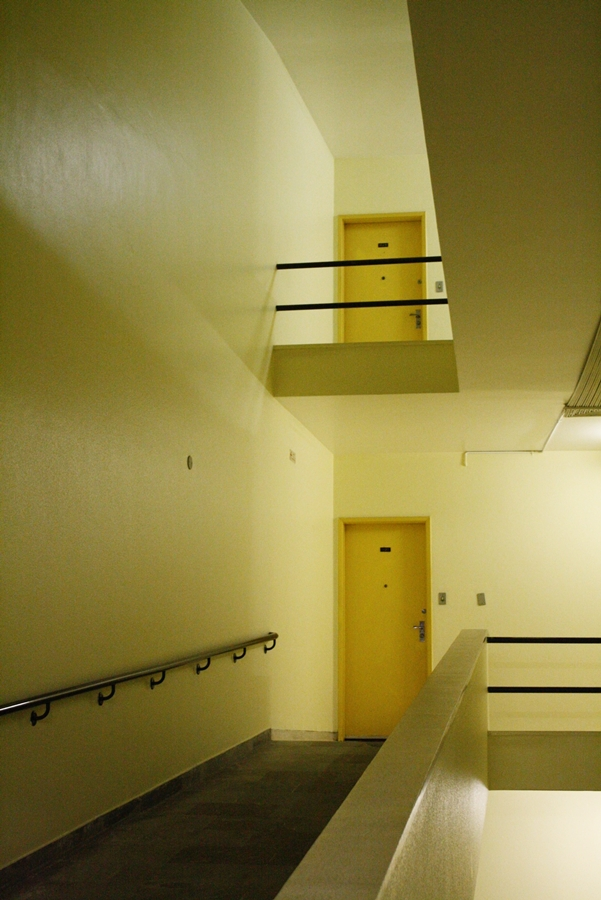
Interior de Copan, 2009

Con el declive del centro de la ciudad en la década de 1970, el edificio cayó en decadencia y durante muchos años su imagen se asoció a un entorno conflictivo y llegó a ser considerado un conventillo vertical. A partir de los años 90, con el inicio de la revitalización del Centro, el COPAN atrajo a la clase media, en busca de viviendas de calidad, bien situadas y con precios más bajos. En la década de 1980, el contraste entre los bloques todavía era visible, ya que el Bloque D tenía pisos de tres dormitorios con residentes de altos ingresos, mientras que el Bloque B, considerado la parte más pobre del edificio, tenía 448 pisos pequeños y 192 pisos combinados de dormitorio y salón.  En las dos décadas anteriores, habría sido este bloque el que dio mala fama al edificio, debido a robos, peleas, gritos y redadas policiales. En aquella época fue en el edificio donde el periodista Nélson Townes buscó inspiración para su columna "Histórias da Boca", publicada por el periódico Notícias Populares. Esta reputación empezó a cambiar en 1986, cuando el edificio comenzó a ser gestionado por los propios residentes, en lugar de por una agencia inmobiliaria, lo que permitió ejercer cierta presión sobre los propietarios para que no alquilaran sus propiedades a personas "de comportamiento dudoso". En la actualidad, en Copan conviven personas de diversas clases sociales y ocupaciones: manicuristas, ingenieros, ejecutivos de publicidad, periodistas, estilistas, arquitectos, etc.
El edificio ha inspirado a escritores, cineastas, fotógrafos y otros artistas de todo el mundo. En 1994, la escritora brasileña Regina Rheda publicó un libro de relatos titulado Arca sem Noé - Histórias do Edifício Copan, que ganó el Premio Jabuti al año siguiente. El cuento El mal vecino, incluido en el libro, fue galardonado con el premio Maison de l'Amérique Latine en 1994. Arca sem Noé - Histórias do Edifício Copan también está publicado en inglés como Stories From the Copan Building, en el volumen First World Third Class and Other Tales of the Global Mix, publicado por la University of Texas Press.
En 2010, el Copan pretendía convertirse en el primer edificio de São Paulo con publicidad en su fachada tras la aprobación de la Ley Ciudad Limpia, que preveía el uso de la publicidad en "mejoras urbanísticas, ambientales y paisajísticas". Como la fachada nunca había sido reparada desde la inauguración del edificio, en 2014 se produjo una constante caída de tejas y bloques de hormigón, lo que llevó al condominio a colocar una malla protectora. El liquidador alegó que las obras de remodelación, presupuestadas en 23 millones de reales, no habían sido aprobadas en tres asambleas de condóminos. Por ello, cuestionó a los residentes que decían que la fachada estaba "en ruinas": "[Los residentes] no pueden quejarse. Nadie estuvo de acuerdo con la remodelación"
Con motivo de su 50 aniversario, en 2016, se realizaron varios reportajes, entre ellos un documental de GloboNews, dirigido por la directora y guionista Cristina Aragão, titulado "Copan 60 Horas", en el que se analizaba cómo el edificio interfiere en la vida de sus residentes a diario y su relación con él. 

## Características

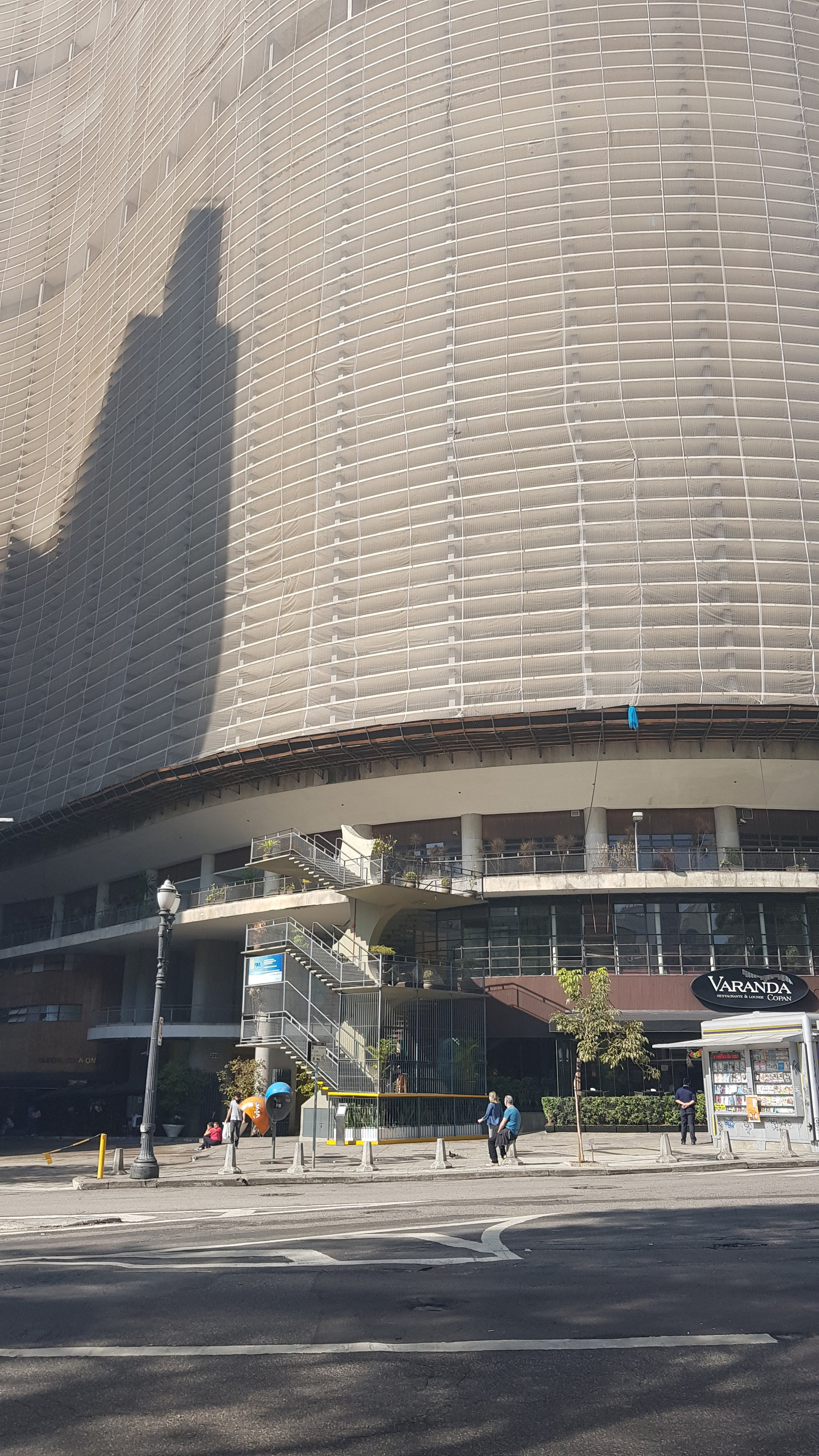
El edificio Copan visto desde la Avenida Ipiranga

Situado en el número 200 de la Avenida Ipiranga, el edificio tiene una fachada de 45.000 metros cuadrados.Los bloques tienen entradas separadas, y desde la segunda mitad de la década de 1980 todo el edificio fue cercado con verjas de hierro después de las 11 de la noche.Como el edificio no tiene instalaciones de ocio, los niños suelen jugar en un sombreado parque infantil de hormigón junto a una de las paredes exteriores del edificio.  Los residentes también se quejan de las losas de hormigón que cruzan la fachada norte del edificio en sentido horizontal y que, a pesar de tener un efecto "magnífico" desde el exterior, tapan gran parte de la vista desde el interior de los pisos y son difíciles de limpiar. La gran ventaja estructural de las losas sería evitar que las llamas se propagaran a los pisos superiores en caso de incendio.
Un problema estructural del edificio era que no había medios de comunicación interna entre los pisos y la conserjería, ya que no había interfonos en los bloques del edificio. Para que los visitantes y los proveedores de servicios pudieran entrar en el edificio, por ejemplo, los residentes utilizaban una libreta, un método muy obsoleto y poco práctico para registrar las entradas. Tras su modernización, el edificio dispone ahora de telefonía interna entre las entradas y los pisos.
El edificio cuenta con un generador capaz de funcionar durante seis horas, lo que, por ejemplo, permitió que el edificio tuviera electricidad durante el apagón que dejó a oscuras a gran parte de la región del sureste en noviembre de 2009. Debajo del primer piso de viviendas hay una planta libre, por donde discurre la infraestructura de agua y electricidad, lo que permite un mantenimiento más rápido y sencillo.
Debido a la longitud del edificio, actualmente hay 22 ascensores comunes instalados para facilitar los desplazamientos. El edificio está en constante movimiento, ya que alberga a unos 5.000 residentes, 104 empleados (como los que se turnan para limpiar los seis bloques del edificio las 24 horas del día) y visitantes que quieren entrar en el edificio y ver de cerca el proyecto del arquitecto Oscar Niemeyer. Es posible realizar visitas guiadas e incluso pernoctar.
Además de su emblemática arquitectura, el edificio también significa una vuelta a los años 60, con elementos que permanecen en uso desde esa época, como la sala de máquinas del ascensor en el bloque B, el sistema de alarma contra incendios en el bloque F y los azulejos de la época de la construcción, que también permanecen en partes del edificio. El Copán rezuma historia, tanto por su construcción como por las miles de vidas y experiencias que ha albergado y sigue albergando en la actualidad. Una de las postales de la ciudad de São Paulo, sigue albergando prestigiosos restaurantes como el Bar da Dona Onça.

## Arquitectura
El edificio Copan, símbolo de la ciudad de São Paulo, es un hito de la arquitectura modernista en Brasil. Es la mayor estructura de hormigón armado del país, con 115 metros de altura y 120.000 metros de superficie construida. Con su uso de la libertad formal, la ligereza y los materiales curvos, el modernismo dejó de seguir las normas europeas y norteamericanas y empezó a expresar su propia cultura. Sin ornamentos típicos de la arquitectura vista anteriormente en Brasil y en el mundo, el edificio abrió nuevos caminos en la época en que fue construido (1951-1967), con la ligereza de su fachada y el carácter orgánico de sus formas, rompiendo los ángulos rectos del centro de São Paulo La proyección de parcelas de forma irregular actúa como una prolongación de la calle. Con la arquitectura libre, Oscar Niemeyer quiso transformar la realidad sugiriendo la disolución de la parcela en el centro de la ciudad. Persiguiendo el racionalismo y el funcionalismo, el arquitecto buscó la integración del proyecto con el entorno y el paisaje.

## Visitas
Las visitas a Copán son gratuitas y sólo pueden realizarse en días laborables, previa reserva. Los horarios permitidos son de 10:00 a 10:30 y de 15:00 a 15:30.
En el helipuerto del edificio hay un evento de monjes budistas a las siete, abierto al público, con un límite de diez personas en el lugar.

## Diseño y construcción
Símbolo de la arquitectura de Brasil y de la arquitectura moderna, fue concebido por Oscar Niemeyer en 1954, coincidiendo con el cuarto centenario de la ciudad.
Promovido por la Companhia Pan-Americana de Hotéis e Turismo, su objetivo principal era ser un gran centro urbanístico a semejanza del Rockefeller Center de Nueva York. Las obras se iniciaron en 1957, después de varias alteraciones en su proyecto original. El proyecto fue finalizado en 1966 por el arquitecto Carlos Lemos.